# Anacroneuria puna
Anacroneuria puna är en bäcksländeart som beskrevs av Bill P.Stark 2001. Anacroneuria puna ingår i släktet Anacroneuria och familjen jättebäcksländor. Inga underarter finns listade i Catalogue of Life.